# So eine Affäre
So eine Affäre (Originaltitel: The Facts of Life) ist eine US-amerikanische Liebeskömodie aus dem Jahr 1960 von United Artists mit Bob Hope und Lucille Ball, die im Film eine Affäre haben. Für Drehbuch, Regie und Produktion waren Hopes langjährige Weggefährten Melvin Frank und Norman Panama verantwortlich. Der Film gewann einen Oscar für das Beste Kostümdesign.
Der Kinostart in den USA war am 14. November 1960. In der Bundesrepublik Deutschland startete der Film am 17. März 1961.
Die animierte Titelsequenz ist von Saul Bass.

## Handlung
Beim jährlichen gemeinsamen Urlaub der Ehepaare Gilbert, Mason und Weaver in Acapulco sind Kitty Weaver und Larry Gilbert von der Routine frustriert. Da ihre Ehepartner im letzten Moment zu Hause bleiben mussten und die Masons krank das Bett hüten, sind Kitty und Larry aufeinander angewiesen und beginnen eine Liebesaffäre. Als der Urlaub vorbei ist, stehen sie vor der Entscheidung, die Romanze zu beenden oder fortzusetzen. Doch in den Belanglosigkeiten des Alltags merken sie, dass sie ihre Ehepartner nach wie vor lieben.

## Rezeption
Das Lexikon des internationalen Films bezeichnete den Film als „humorvolles Kammerspiel, das das Thema Ehebruch mit großem Taktgefühl behandelt und mit guten Darstellern aufwarten kann“. Die Filmwebsite kino.de bemerkte, dass die zahlreichen Slapstick-Szenen „bisweilen etwas plump wirken“ würden.

## Auszeichnungen
Der Film erhielt fünf Oscar-Nominierungen in den Kategorien:
- Bestes Kostümdesign (Edith Head und Edward Stevenson)
- Bestes Szenenbild (J. McMillan Johnson, Kenneth A. Reid und Ross Dowd)
- Beste Kamera (Schwarzweiß, Charles Lang)
- Bester Song (Johnny Mercer für The Facts of Life)
- Bestes Originaldrehbuch (Melvin Frank und Norman Panama)

Gewinnen konnten jedoch nur Edith Head und Edward Stevenson in der Kategorie Bestes Kostümdesign.
Der Film wurde zudem als Bester Film für einen Golden Globe nominiert. Die Hauptdarsteller Bob Hope und Lucille Ball erhielten Nominierungen als Beste Hauptdarstellerin und Bester Hauptdarsteller – Komödie oder Musical.